# Hlava Doněcké lidové republiky
Hlava Doněcké lidové republiky (rusky: Глава Донецкой Народной Республики, přepis do latinky: Glava Doněckoj Narodnoj Respubliki) bylo označení nejvyššího voleného představitele mezinárodně neuznané Doněcké lidové republiky, která v letech 2014–2022 ovládala území ukrajinské Doněcké oblasti. Hlava republiky byla podle ústavy hlavou státu a měla výkonnou moc.
V roce 2022 se Doněcká lidová republika stala součástí Ruské federace, z hlavy republiky se stal lidový gubernátor. Z hlediska mezinárodního právo se však stále jedná o území Ukrajiny.

## Volby
Volby hlavy Doněcké lidové republiky se konaly na základě všeobecného, rovného a přímého volebního práva tajným hlasováním na dobu pěti let. Hlavou Doněcké lidové republiky musel být občan DLR, který neměl cizí státní občanství, nebyl mladší 30 let, měl volební právo a neměl záznam v trestním rejstříku. Pro kandidaturu musel kandidát dodat minimálně 10 000 podpisů voličů. Tatáž osoba nemohla být hlavou Doněcké lidové republiky déle než dvě po sobě jdoucí funkční období.